# Ліз Ассія
Ліз Ассі́я (фр. Lys Assia, справжнє ім'я Роза-Міна Шерер, нім. Rosa Mina Schärer; нар. 3 березня 1924, Рупперсвіль — пом. 24 березня 2018) — швейцарська співачка, переможниця Пісенного конкурсу Євробачення, що відбувся в 1956 році.

## Біографія
Сценічну кар'єру починала як танцюристка, з 1940 стала виступати і як співачка. Після закінчення Другої світової війни провела свої перші закордонні гастролі в Парижі, а потім стала дуже популярною виконавицею у ФРН.
Виступаючи на першому конкурсі Євробачення, виконала дві пісні — «Das alte Karussell» і «Refrain», остання з яких стала переможною. Того ж року брала участь у західнонімецькому відбірковому конкурсі до Євробачення, але не досягла успіху.
Представляла Швейцарії на двох наступних конкурсах, зайнявши в 1957 8-е місце з піснею «L'enfant que j'étais», а в 1958 — 2-е місце з піснею «Giorgio», виконаній італійською мовою. Однією з найпопулярніших пісень у її виконанні став шлягер «Oh, mein Papa».
У 1963 році одружилася з данцем О. Педерсеном, і зайнялася готельним бізнесом, яким займався чоловік. Після його смерті в 1995 знову повернулася на сцену. У 2007 перемогла в швейцарському конкурсі Grand Prix der Volksmusik, виступаючи в дуеті зі співачкою Беатріс, після чого вони виступали на міжнародному фіналі цього конкурсу, що проходив у Відні, де здобули 12-те місце.
У 2011 році знову взяла участь в національному відборі Євробачення Швейцарії та пройшла до фіналу, у якому зайняла 8-ме місце. Також подавала заяву на участь в 2012 році, але не пройшла відбір.
В останні роки життя проживала у Каннах.
Увечері 24 березня 2018 року пішла з життя у віці 94 років.